# Guryongpo-eup
Guryongpo-eup (koreanska: 구룡포읍) är en köping i den östra delen av Sydkorea, 290 km sydost om huvudstaden Seoul. Den ligger i stadsdistriktet Nam-gu i kommunen Pohang i provinsen Norra Gyeongsang.